# Mil Mi-8

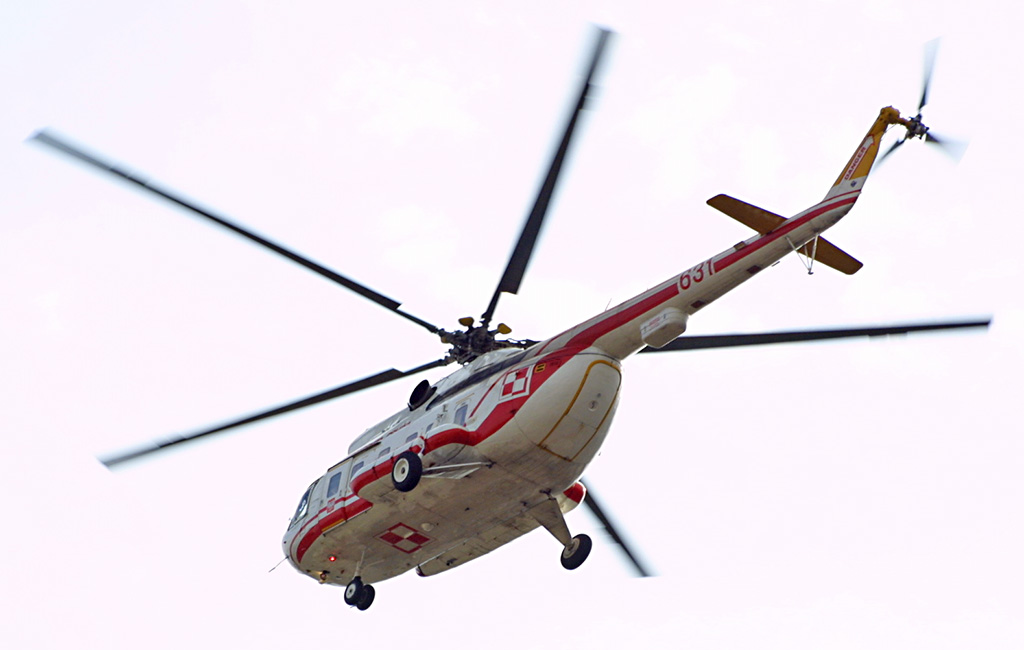
Mil Mi-8

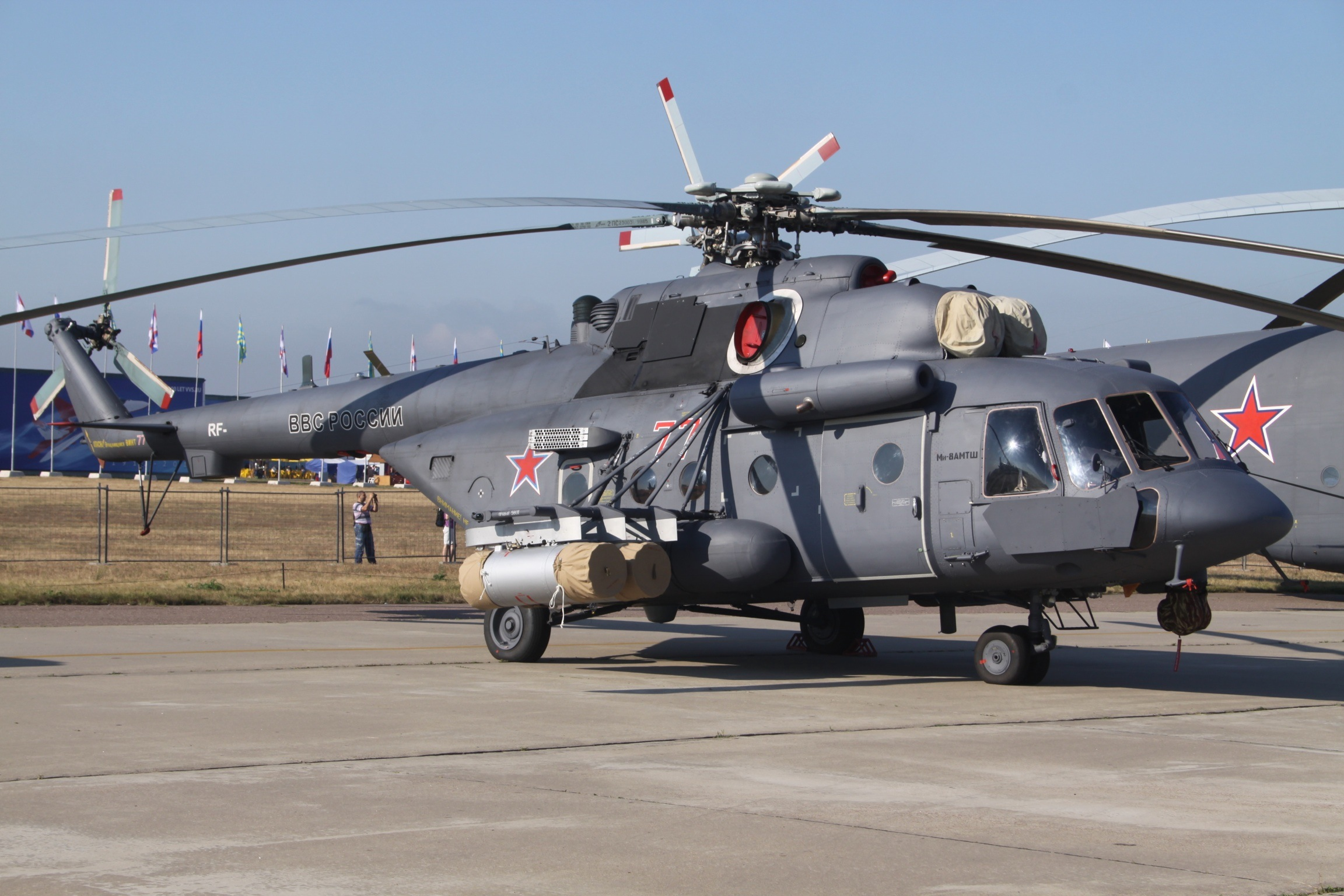
Mi-8 van de Russische luchtmacht

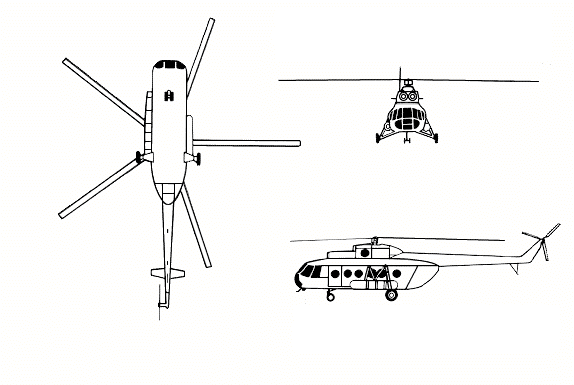

De Mil Mi-8 (Russisch: Ми-8) (NAVO-codenaam: Hip) is een grote twin-turbine transporthelikopter, die ook ingezet kan worden als gevechtshelikopter. Het eerste prototype, met één Al-24W motor, vloog in juli 1961. De tweede, met twee Al-24W motoren, vloog voor het eerst in september 1962. Na enkele wijzigingen werd het toestel in 1967 in dienst genomen bij de Sovjetluchtmacht.
Het toestel werd ontwikkeld als transporttoestel, maar werd in toenemende mate gebruikt voor de bestrijding van vijandelijke tanks. Als transporttoestel beschikte het over een capaciteit van 28 tot 32 passagiers. Door de zitbanken te verwijderen verkreeg men een laadruim voor vracht. Er bestaat eveneens een variant met een grote achterdeur waardoor een voertuig de helikopter in en uit kon rijden. Voor de anti-tankrol kan het toestel worden bewapend met raketten en boordgeschut. De raketten worden in containers aan de buitenzijde van de romp bevestigd. Deze rol is echter meer weggelegd voor de Mil Mi-24. Het ontwerp van deze helikopter werd gebaseerd op de plannen van de Mi-8. 
Van het toestel zijn meer dan 17.000 exemplaren gemaakt. Dit maakt de Mi-8 de meest geproduceerde helikopter ter wereld. Vele honderden exemplaren zijn geëxporteerd naar voormalige leden van het Warschaupact, maar ook naar, onder andere, Finland, Vietnam, Pakistan en Irak.

## Ongevallen
- Op 2 oktober 1986 crashte een toestel doordat de rotors een kraankabel raakten bij het bestrijden van de kernramp van Tsjernobyl. Niemand aan boord overleefde het. [1] [2]